# Content ID
O Content ID é um sistema de impressão digital desenvolvido pelo Google que é usado para identificar e gerenciar facilmente o conteúdo protegido por direitos autorais no YouTube. Os vídeos enviados ao YouTube são comparados com arquivos de áudio e vídeo registrados com o Content ID pelos proprietários do conteúdo, em busca de correspondências. Os proprietários do conteúdo têm a opção de remover o conteúdo correspondente ou monetizá-lo. O sistema começou a ser implementado por volta de 2007. Em 2016, custou US $ 60 milhões para ser desenvolvido e gerou cerca de US $ 2 bilhões em pagamentos aos detentores de direitos autorais. Em 2018, o Google investiu pelo menos US $ 100 milhões no sistema.

## Visão Global
O Content ID cria um arquivo de identificação para material de áudio e vídeo protegido por direitos autorais e o armazena em um banco de dados. Quando um vídeo é carregado, ele é verificado no banco de dados e sinaliza o vídeo como uma violação de direitos autorais se uma correspondência for encontrada. Quando isso ocorre, o proprietário do conteúdo tem a opção de bloquear o vídeo para torná-lo imprevisível, rastrear as estatísticas de exibição do vídeo ou adicionar anúncios ao vídeo "infrator", e o dinheiro dos anúncios vai automaticamente para o proprietário do conteúdo.
Apenas os remetentes que atendem a critérios específicos podem usar o Content ID. Esses critérios dificultam o uso do Content ID sem a ajuda de um grande patrocinador, limitando de fato seu uso a grandes corporações.

## História
Em junho de 2007, o YouTube começou a testar um sistema para detecção automática de vídeos enviados que violam direitos autorais. O diretor executivo do Google, Eric Schmidt, considerou esse sistema como necessário para resolver processos como o da Viacom, que alegava que o YouTube lucrava com conteúdo que não tinha o direito de distribuir. O sistema foi inicialmente chamado de "Video Identification" e mais tarde ficou conhecido como Content ID. Em 2010, o YouTube já "investiu dezenas de milhões de dólares nessa tecnologia". Em 2011, o YouTube descreveu o Content ID como "muito preciso na localização de uploads semelhantes aos arquivos de referência com tamanho e qualidade suficientes para gerar um Arquivo de ID efetivo". Até 2012, o Content ID contabilizava mais de um terço das visualizações monetizadas no YouTube. Desde meados de 2018, o Google está testando a versão Beta de uma nova ferramenta chamada Copyright Match, uma versão simplificada do Content ID com opções mais limitadas, disponível para uploaders com mais de 100000 visualizações. No entanto, ao contrário do Content ID que envia avisos de direitos autorais automaticamente, com a Copyright Match nenhuma ação é tomada até que o criador escolha fazê-lo.

## Contexto
Entre 2007 e 2009, organizações como Viacom, Mediaset e a Premier League entraram com ações judiciais contra o YouTube, alegando que fizeram muito pouco para impedir o upload de material protegido por direitos autorais. A Viacom, exigindo US $ 1 bilhão em danos, disse que encontrou mais de 150 mil clipes não autorizados de seu material no YouTube, que foram vistos "surpreendentes 1,5 bilhão de vezes".
Durante a mesma batalha judicial, a Viacom ganhou uma decisão judicial exigindo que o YouTube entregasse 12 terabytes de dados detalhando os hábitos de visualização de todos os usuários que assistiram a vídeos no site. Em 18 de março de 2014, o processo foi resolvido após sete anos com um acordo não divulgado.